# Pardosa chiapasiana
Pardosa chiapasiana este o specie de păianjeni din genul Pardosa, familia Lycosidae, descrisă de Willis J. Gertsch și Wallace, 1937. Conform Catalogue of Life specia Pardosa chiapasiana nu are subspecii cunoscute.